# Parti de la révolution démocratique
Le Parti de la révolution démocratique (en espagnol : Partido de la Revolución Democrática) ou PRD est un parti politique mexicain fondé le 5 mai 1989 d'une scission du Parti révolutionnaire institutionnel (PRI), avec une idéologie de centre gauche. Il est longtemps l'un des trois partis majeurs du Mexique, avant de s'affaiblir au profit du Mouvement de régénération nationale. Il est membre de l'Internationale socialiste et de la Conférence permanente des partis politiques d'Amérique latine et des Caraïbes (COPPPAL). En 2024, le parti perd son statut officiel national.

## Histoire

### Origines et fondation
Le PRD est né de la dynamique politique suscitée par le succès de la candidature de Cuauhtémoc Cárdenas à l'élection présidentielle de 1988. Alors sénateur du Michoacán, il forme un courant au sein du PRI appelé Corriente Democrática afin de contester les méthodes de désignation interne du candidat à la présidence de la République. C'était alors le président en place qui nommait son successeur : cette pratique était connue sous le terme de dedazo (« coup de doigt »). Face à l'opposition de la direction du parti, Cuauhtémoc Cárdenas se porte candidat, et autour de sa candidature se forme le Frente Democrático Nacional (es), coalition d'associations, de partis de la gauche institutionnelle et de dissidents priistes de la Corriente Democrática qui est à l'origine du PRD[réf. nécessaire].
Néanmoins, l'élection présidentielle de 1988 gagnée officiellement par le candidat du PRI Carlos Salinas de Gortari a été fortement soupçonnée[Par qui ?] d'avoir été frauduleuse[réf. nécessaire]. Il est possible qu'elle ait été gagnée par Cuauhtémoc Cárdenas, mais que le PRI n'ait pas voulu reconnaître sa défaite afin de ne pas plonger le pays dans l'instabilité. En effet, l'annonce des résultats avait été reportée à cause d'une « panne » du système informatique (el sistema se cayó) comme l'a annoncé le ministre de l'Intérieur de l'époque Manuel Bartlett Díaz.
Le Congrès a finalement reconnu Carlos Salinas de Gortari comme nouveau président du Mexique. Malgré les protestations d'une partie de la population et le refus des deux candidats d'opposition (Cuauhtémoc Cárdenas et Manuel Clouthier du PAN) de reconnaitre les résultats, il fut décidé de ne pas ouvrir d'enquête sur l'élection présidentielle de 1988. En 1991, les parlementaires du PRI et ceux du PAN ont voté une loi afin de détruire les bulletins électoraux de 1988, officiellement pour ne pas ajouter à la confusion créée par les soupçons de fraude.
C'est dans ce contexte de défiance et de refus de reconnaitre la légitimité de Carlos Salinas de Gortari que Cuauhtémoc Cárdenas fonde avec ceux qui l'ont suivi dans sa campagne électorale le Parti de la révolution démocratique le 5 mai 1989. Issu du rassemblement des partis de la gauche institutionnelle (et notamment les militants historiques du Parti communiste mexicain) et de la Corriente Democrática, le parti va connaitre des débuts difficiles.
De nouveau candidat en 1994 pour le PRD, Cuauhtémoc Cárdenas perd cette fois nettement l'élection présidentielle face à Ernesto Zedillo, candidat du PRI.

### Premiers triomphes et défaite de 2000
La fin des années 1990 voit la montée en puissance du parti : en 1997, Cuauhtémoc Cárdenas remporte largement la première élection au suffrage universel du Chef de gouvernement du District fédéral avec 48,1 % des voix, puis l'année suivante un gouverneur issu du PRD est élu dans l'État du Zacatecas. Le PRD va alors s'imposer tout au long des années 2000 comme l'un des trois principaux partis politiques du Mexique, et surtout comme le principal parti de gauche : en 1999 les candidats du PRD remportent le poste de gouverneur des États du Tlaxcala et de la Basse-Californie du Sud. Puis c'est au tour du Michoacán en 2002, du Guerrero en 2005 et du Chiapas en 2006 de se doter de gouverneurs du PRD. À noter qu'avec le District fédéral, tous ces états sont encore gouvernés par le PRD à l'exception notable de l'État du Tlaxcala qui avait été remporté par ancien membre du PRI qui a depuis quitté le PRD[réf. nécessaire].
Dans un contexte politique marqué par le déclin du PRI, qui a monopolisé le pouvoir pendant 70 ans, le PRD et son éternel candidat Cuauhtémoc Cárdenas apparaissent en bonne position pour remporter l'élection présidentielle du 2 juillet 2000, et mettre ainsi en place une transition démocratique au Mexique. C'est finalement Vicente Fox du PAN qui remporte l'élection, précipitant ainsi le retrait politique de Cuauhtémoc Cárdenas.

### Élections du 2 juillet 2006
La direction du parti a été par la suite assumé par Andrés Manuel López Obrador (« AMLO »). Chef de gouvernement du District fédéral de 2000 à 2005, il est candidat de la Coalition pour le bien de tous pour la présidentielle du 2 juillet 2006. Selon les résultats officiels fournis par l'IFE, il a obtenu 35,31 % des votes soit 0,58 % de moins que le candidat du PAN, Felipe Calderón, qui avec 35,89 % des votes devient le nouveau président du Mexique pour 6 ans.

### Scission
Le parti est signataire en 2012 du pacte pour le Mexique avec le gouvernement de Enrique Peña Nieto (PRI) et le PAN. L'accord est censé permettre l’adoption consensuelle des « réformes structurelles ». La décision de signer le pacte n’est pas prise par le PRD dans son ensemble : c’est une initiative personnelle de son président et de la tendance social-démocrate qui dirige le parti. Andrés Manuel López Obrador s’y oppose, tout comme les autres tendances minoritaires du PRD. López Obrador décide alors de transformer le Mouvement de regénération nationale en parti politique, avec d'autres militants du PRD. En novembre 2013, le PRD, annonce son retrait du pacte et reconnait que le gouvernement prévoit la privatisation de l’exploitation des hydrocarbures.
Depuis 2012, une grande partie des militants du PRD ont rejoint le Mouvement de régénération nationale (Morena).
Un élu du PRD est impliqué dans l'affaire des enlèvements d'Iguala en 2014, générant une nouvelle crise au sein du parti. Cuauhtémoc Cárdenas annonce à son tour quitter le PRD, estimant que sa direction a fermé les yeux sur l’infiltration récente du parti par le crime organisé. 
Le PRD s'allie au Parti action nationale (PAN, droite) pour les élections fédérales mexicaines de 2018 et soutient le conservateur Ricardo Anaya Cortés à l'élection présidentielle.
En 2024, le parti perd son statut officiel national.

## Résultats électoraux et représentation

### Présidence de la République
Aucun candidat issu du PRD n'a réussi à accéder à la fonction suprême de président du Mexique. Il existe néanmoins une controverse au sujet de l'élection présidentielle de 1988 (Cf. plus haut Histoire).
Les candidats étaient :
- 1988 : Cuauhtémoc Cárdenas (candidat du Font démocratique national (es)).
- 1994 : Cuauhtémoc Cárdenas
- 2000 : Cuauhtémoc Cárdenas
- 2006 : Andrés Manuel López Obrador
- 2012 : Andrés Manuel López Obrador

### Parlement
Selon les résultats préliminaires, le PRD n'a obtenu que 12,20 % des voix aux élections fédérales du 5 juillet 2009. Le 1er septembre 2009, la 61e législature est entrée en fonction : 71 députés du PRD siègent à la Chambre des députés, dont 39 élus à la majorité relative et 32 par représentation proportionnelle, suivant le système électoral mexicain. Le parti a par ailleurs acquis 26 sièges de sénateurs au Sénat au cours des élections fédérales de 2006.
Depuis les élections fédérales de juillet 2018, il est le 7e exæquo en nombre de sièges à la Chambre des députés et au Sénat de la République.

### Gouverneurs d'États mexicains
Début mars 2020, le PRD ne gouverne que deux  États, avec Silvano Aureoles Conejo (en), gouverneur du Michoacán et avec Carlos Joaquín González, gouverneur du Quintana Roo mais le PRD a perdu les deux États respectivement en juin 2021 et juin 2022 
Debut juillet 2025 le PRD ne gouverne pas aucun État.